# 皮奥·卡瓦尼利亚斯·加利亚斯
皮奥·卡瓦尼利亚斯·加利亚斯（西班牙語：Pío Cabanillas Gallas，1923年11月13日—1991年10月10日）是西班牙法学家，政治家。佛朗哥时期的信息与旅游部长。民主转型时期的司法大臣，欧洲议会议员。

## 生平
1923年11月13日出生于蓬特韦德拉。毕业于格拉纳达大学法学院，在马德里大学完成博士学位，获得特别优秀奖。1951年在全国公证人员录用考试中获得第一名，得以进入国家不动产登记顾问团工作。此后，他还在全国律师顾问团工作，直到1962年7月被任命为信息与旅游部副秘书。当时的部长是曼努埃尔·弗拉加。任期至1969年11月。
1974年1月，他在阿里亚斯·纳瓦罗总理的指认下出任信息与旅游部长。1974年10月，他由于支持新闻自由改革，而被佛朗哥辞去职务。
佛朗哥去世后，胡安·卡洛斯登基，西班牙开始了民主转型。他于1976年参与了人民党的创建，1年后并入民主中間聯盟。1977年，他在苏亚雷斯内阁中担任文化大臣，1981年在卡尔沃-索特洛内阁中担任首相府大臣，1981年8月接替辞职退党的弗朗西斯科·费尔南德斯·奥多涅斯担任司法大臣。1982年民主中間聯盟在大选失利，获得很少的席位。但他仍然是当选众议员的少数代表之一。1986年，他代表人民联盟，在欧洲议会选举中拿到了席位。
1991年10月10日因心肌梗塞在马德里去世。他的遗体于11日被安葬在蓬特韦德拉省梅斯市圣毛罗墓地。葬礼在当地的圣玛丽亚大教堂举行。卡尔沃-索特洛、阿斯纳尔等知名人士出席了葬礼。

## 个人
他与曼努埃尔·弗拉加关系密切，两人均是加利西亚出身。他是1966年《新闻法》的起草人之一。该法律在一定程度上缓解了佛朗哥独裁时期的新闻审查制度。他在担任信息与旅游部长时期被视为改革派的代表人物，但在后来的欧洲议会议员时代则转到了保守派。
他的儿子皮奥·卡瓦尼利亚斯·阿隆索也是政治家。

## 荣誉
- 大十字级秘鲁太阳勋章（1982年）
- 大十字级天主教伊莎贝尔勋章（1979年）[12]
- 大十字级卡洛斯三世勋章（1974年）[13]
- 大十字级智者阿方索十世勋章（1973年）[14]
- 旅游业功绩金质奖章（1970年）[15]
- 大十字级西斯内罗斯勋章（1967年）[16]
- 大十字级海事功勋勋章（1967年）[17]
- 大十字级轭与箭帝国勋章（1965年）[18]
- 大十字级圣雷蒙多·德佩尼亚福特勋章（1964年）[19]
- 大十字级民事功勋勋章（1963年）[20]